# کتابخانه ملی سوئیس
کتابخانه ملی سوئیس (به لاتین: Swiss National Library) یک کتابخانه ملی در سوئیس است که در Kirchenfeld واقع شده است. در نظر گرفته شده که کتابخانه ملی سوئیس برای همه باز باشد و با گستره مجموعه خود، هدف آن بازتاب کثرت و تنوع فرهنگ سوئیس است. این یک میراث ملی با اهمیت است.